# 陰謀 (2008年電影)
《陰謀》（英語：Conspiracy）是一部2008年上映的美国动作惊悚片，由亚当·马库斯（Adam Marcus）编剧并执导，主演有方·基默和珍妮弗·艾斯波西多。该片受经典西部黑色电影《黑巖喋血記》（1955年）的影响，后者则是改编自霍华德·布雷斯林（Howard Breslin）的短篇小说《洪达镇的不幸时刻》（Bad Time at Honda）。这部电影于2008年3月18日在美国以DVD直销形式发行。

## 剧情
虽然《黑巖喋血記》讲述的是二战老兵约翰·J·麦克里迪的故事，《陰謀》则围绕一名在伊拉克战争中受伤的特种作战海军陆战队员“幽灵”威廉·麦克弗森展开。当麦克弗森决定前往美國西南部的一个农场拜访朋友时，他发现朋友已经失踪，并且没有人承认他朋友曾经住在这里。

## 演员
- 方·基默 饰 麦克弗森
- 蓋瑞·科爾 饰 罗德斯
- 珍妮弗·艾斯波西多 饰 乔安娜
- 杰伊·贾布隆斯基（Jay Jablonski） 饰 福斯特副警长
- 格雷格·塞拉诺（Greg Serano） 饰 米格尔·席尔瓦
- 斯泰西·玛丽·沃登（Stacy Marie Warden） 饰 卡莉
- 克里斯托弗·盖尔曼（Christopher Gehrman） 饰 E. B.
- 鲍勃·鲁姆诺克（Bob Rumnock） 饰 警长博克
- 裘德·B·兰斯顿（Jude B. Lanston） 饰 中士

## 制作
该片于2007年4月19日至5月19日在新墨西哥州的加利斯特奥拍摄，历时30天完成。

## 评价
该片遭到了压倒性的负面评价。理查德·罗珀（Richard Roeper）写道：“这部电影糟糕透顶，令人瞠目结舌。”《电影杂志》（Cinemagazine）给该片的评分是2星。